# Seznam zápasů československé fotbalové reprezentace na MS
- x – x = vítěz Československo.
- x – x = remíza.

| Datum utkání       | Soupeř          | Výsledek          | Soutěž                                                     | Místo utkání      |
| ------------------ | --------------- | ----------------- | ---------------------------------------------------------- | ----------------- |
| 15. října 1933     | Polsko          | 1 – 2             | Kvalifikace na MS 1934                                     | Varšava           |
| 15. dubna 1934     | Polsko          | 0 – 2 (kont.)     | Kvalifikace na MS 1934                                     | Praha             |
| 27. května 1934    | Rumunsko        | 1 – 2             | MS 1934                                                    | Terst             |
| 31. května 1934    | Švýcarsko       | 2 – 3             | MS 1934 - čtvrtfinále                                      | Turín             |
| 3. června 1934     | Německo         | 1 – 3             | MS 1934 - semifinále                                       | Řím               |
| 10. června 1934    | Itálie          | 2 – 1 (po prodl.) | MS 1934 - finále                                           | Řím               |
| 7. listopadu 1937  | Bulharsko       | 1 – 1             | Kvalifikace na MS 1938                                     | Sofie             |
| 24. dubna 1938     | Bulharsko       | 0 – 6             | Kvalifikace na MS 1938                                     | Praha             |
| 5. června 1938     | Nizozemsko      | 0 – 3 (po prodl.) | MS 1938                                                    | Le Havre          |
| 5. června 1938     | Brazílie        | 1 – 1 (po prodl.) | MS 1938 - čtvrtfinále                                      | Bordeaux          |
| 5. června 1938     | Brazílie        | 2 – 1             | MS 1938 - čtvrtfinále opakovaný zápas                      | Bordeaux          |
| 14. června 1953    | Rumunsko        | 0 – 2             | Kvalifikace na MS 1954                                     | Praha             |
| 6. září 1953       | Bulharsko       | 1 – 2             | Kvalifikace na MS 1954                                     | Sofie             |
| 25. října 1953     | Rumunsko        | 0 – 1             | Kvalifikace na MS 1954                                     | Bukurešť          |
| 8. listopadu 1953  | Bulharsko       | 0 – 0             | Kvalifikace na MS 1954                                     | Bratislava        |
| 16. června 1954    | Uruguay         | 2 – 0             | MS 1954                                                    | Bern              |
| 19. června 1954    | Rakousko        | 5 – 0             | MS 1954                                                    | Curych            |
| 1. května 1957     | Wales           | 1 – 0             | Kvalifikace na MS 1958                                     | Cardiff           |
| 26. května 1957    | Wales           | 0 – 2             | Kvalifikace na MS 1958                                     | Praha             |
| 16. června 1957    | NDR             | 1 – 3             | Kvalifikace na MS 1958                                     | Brno              |
| 27. října 1957     | NDR             | 1 – 4             | Kvalifikace na MS 1958                                     | Lipsko            |
| 8. června 1958     | Severní Irsko   | 1 – 0             | MS 1958                                                    | Halmstad          |
| 11. června 1958    | SRN             | 2 – 2             | MS 1958                                                    | Helsingborg       |
| 15. června 1958    | Argentina       | 1 – 6             | MS 1958                                                    | Helsingborg       |
| 17. června 1958    | Severní Irsko   | 2 – 1 (po prodl.) | MS 1958 - dodatečný zápas o postup                         | Malmö             |
| 14. května 1961    | Skotsko         | 0 – 4             | Kvalifikace na MS 1962                                     | Bratislava        |
| 26. září 1961      | Skotsko         | 3 – 2             | Kvalifikace na MS 1962                                     | Glasgow           |
| 8. října 1961      | Irsko           | 1 – 3             | Kvalifikace na MS 1962                                     | Dublin            |
| 29. října 1961     | Irsko           | 1 – 7             | Kvalifikace na MS 1962                                     | Praha             |
| 29. listopadu 1961 | Skotsko         | 2 – 4 (po prodl.) | Kvalifikace na MS 1962                                     | Brusel            |
| 31. května 1962    | Španělsko       | 0 – 1             | MS 1962                                                    | Viña del Mar      |
| 2. června 1962     | Brazílie        | 0 – 0             | MS 1962                                                    | Viña del Mar      |
| 7. června 1962     | Mexiko          | 3 – 1             | MS 1962                                                    | Viña del Mar      |
| 10. června 1962    | Maďarsko        | 0 – 1             | MS 1962 - čtvrtfinále                                      | Rancagua          |
| 13. června 1962    | Jugoslávie      | 1 – 3             | MS 1962 - semifinále                                       | Viña del Mar      |
| 17. června 1962    | Brazílie        | 3 – 1             | MS 1962 - finále                                           | Santiago de Chile |
| 25. dubna 1965     | Portugalsko     | 1 – 0             | Kvalifikace na MS 1966                                     | Bratislava        |
| 30. května 1965    | Rumunsko        | 1 – 0             | Kvalifikace na MS 1966                                     | Bukurešť          |
| 19. září 1965      | Rumunsko        | 1 – 3             | Kvalifikace na MS 1966                                     | Praha             |
| 9. října 1965      | Turecko         | 0 – 6             | Kvalifikace na MS 1966                                     | Istanbul          |
| 31. října 1965     | Portugalsko     | 0 – 0             | Kvalifikace na MS 1966                                     | Porto             |
| 21. listopadu 1965 | Turecko         | 1 – 3             | Kvalifikace na MS 1966                                     | Brno              |
| 25. září 1968      | Dánsko          | 0 – 3             | Kvalifikace na MS 1970                                     | Kodaň             |
| 20. října 1968     | Dánsko          | 0 – 1             | Kvalifikace na MS 1970                                     | Bratislava        |
| 4. května 1969     | Irsko           | 1 – 2             | Kvalifikace na MS 1970                                     | Dublin            |
| 25. května 1969    | Maďarsko        | 2 – 0             | Kvalifikace na MS 1970                                     | Budapešť          |
| 14. září 1969      | Maďarsko        | 3 – 3             | Kvalifikace na MS 1970                                     | Praha             |
| 7. října 1969      | Irsko           | 0 – 3             | Kvalifikace na MS 1970                                     | Praha             |
| 3. prosince 1969   | Maďarsko        | 1 – 4             | Kvalifikace na MS 1970 - dodatečný zápas na neutrální půdě | Marseille         |
| 3. června 1970     | Brazílie        | 4 – 1             | MS 1970                                                    | Guadalajara       |
| 6. června 1970     | Rumunsko        | 2 – 1             | MS 1970                                                    | Guadalajara       |
| 11. června 1970    | Anglie          | 1 – 0             | MS 1970                                                    | Guadalajara       |
| 2. května 1973     | Dánsko          | 1 – 1             | Kvalifikace na MS 1974                                     | Kodaň             |
| 6. června 1973     | Dánsko          | 0 – 6             | Kvalifikace na MS 1974                                     | Praha             |
| 26. září 1973      | Skotsko         | 2 – 1             | Kvalifikace na MS 1974                                     | Glasgow           |
| 17. října 1973     | Skotsko         | 0 – 1             | Kvalifikace na MS 1974                                     | Bratislava        |
| 13. října 1976     | Skotsko         | 0 – 2             | Kvalifikace na MS 1978                                     | Praha             |
| 30. března 1977    | Wales           | 3 – 0             | Kvalifikace na MS 1978                                     | Wrexham           |
| 21. září 1977      | Skotsko         | 3 – 1             | Kvalifikace na MS 1978                                     | Glasgow           |
| 16. listopadu 1977 | Wales           | 0 – 1             | Kvalifikace na MS 1978                                     | Praha             |
| 19. listopadu 1980 | Wales           | 1 – 0             | Kvalifikace na MS 1982                                     | Cardiff           |
| 3. prosince 1980   | Turecko         | 0 – 2             | Kvalifikace na MS 1982                                     | Praha             |
| 15. dubna 1981     | Turecko         | 0 – 3             | Kvalifikace na MS 1982                                     | Istanbul          |
| 27. května 1981    | Island          | 1 – 6             | Kvalifikace na MS 1982                                     | Bratislava        |
| 9. září 1981       | Wales           | 0 – 2             | Kvalifikace na MS 1982                                     | Praha             |
| 23. září 1981      | Island          | 1 – 1             | Kvalifikace na MS 1982                                     | Reykjavík         |
| 28. října 1981     | Sovětský svaz   | 2 – 0             | Kvalifikace na MS 1982                                     | Tbilisi           |
| 29. listopadu 1981 | Sovětský svaz   | 1 – 1             | Kvalifikace na MS 1982                                     | Bratislava        |
| 17. června 1982    | Kuvajt          | 1 – 1             | MS 1982                                                    | Valladolid        |
| 20. června 1982    | Anglie          | 2 – 0             | MS 1982                                                    | Bilbao            |
| 24. června 1982    | Francie         | 1 – 1             | MS 1982                                                    | Valladolid        |
| 14. října 1984     | Portugalsko     | 2 – 1             | Kvalifikace na MS 1986                                     | Porto             |
| 31. října 1984     | Malta           | 0 – 4             | Kvalifikace na MS 1986                                     | Praha             |
| 21. dubna 1985     | Malta           | 0 – 0             | Kvalifikace na MS 1986                                     | Valletta          |
| 30. dubna 1985     | SRN             | 5 – 1             | Kvalifikace na MS 1986                                     | Praha             |
| 5. června 1985     | Švédsko         | 2 – 0             | Kvalifikace na MS 1986                                     | Stockholm         |
| 25. září 1985      | Portugalsko     | 0 – 1             | Kvalifikace na MS 1986                                     | Praha             |
| 16. října 1985     | Švédsko         | 1 – 2             | Kvalifikace na MS 1986                                     | Praha             |
| 17. listopadu 1985 | SRN             | 2 – 2             | Kvalifikace na MS 1986                                     | Mnichov           |
| 18. října 1988     | Lucembursko     | 0 – 2             | Kvalifikace na MS 1990                                     | Esch-sur-Alzette  |
| 16. listopadu 1988 | Belgie          | 0 – 0             | Kvalifikace na MS 1990                                     | Bratislava        |
| 29. dubna 1989     | Belgie          | 2 – 1             | Kvalifikace na MS 1990                                     | Brusel            |
| 9. května 1989     | Lucembursko     | 1 – 4             | Kvalifikace na MS 1990                                     | Praha             |
| 7. června 1989     | Švýcarsko       | 0 – 1             | Kvalifikace na MS 1990                                     | Bern              |
| 6. října 1989      | Portugalsko     | 1 – 2             | Kvalifikace na MS 1990                                     | Praha             |
| 25. října 1989     | Švýcarsko       | 0 – 3             | Kvalifikace na MS 1990                                     | Praha             |
| 15. listopadu 1989 | Portugalsko     | 0 – 0             | Kvalifikace na MS 1990                                     | Lisabon           |
| 10. června 1990    | USA             | 1 – 5             | MS 1990                                                    | Florencie         |
| 15. června 1990    | Rakousko        | 0 – 1             | MS 1990                                                    | Florencie         |
| 19. června 1990    | Itálie          | 2 – 0             | MS 1990                                                    | Řím               |
| 23. června 1990    | Kostarika       | 1 – 4             | MS 1990 - Osmifinále                                       | Bari              |
| 1. července 1990   | SRN             | 1 – 0             | MS 1990 - Čtvrtfinále                                      | Milán             |
| 2. září 1992       | Belgie          | 2 – 1             | Kvalifikace na MS 1994                                     | Praha             |
| 23. září 1992      | Faerské ostrovy | 0 – 4             | Kvalifikace na MS 1994                                     | Košice            |
| 14. listopadu 1992 | Rumunsko        | 1 – 1             | Kvalifikace na MS 1994                                     | Bukurešť          |
| 24. března 1993    | Kypr            | 1 – 1 (*)         | Kvalifikace na MS 1994                                     | Limassol          |
| 28. dubna 1993     | Wales           | 1 – 1             | Kvalifikace na MS 1994                                     | Ostrava           |
| 2. června 1993     | Rumunsko        | 2 – 5             | Kvalifikace na MS 1994                                     | Košice            |
| 16. června 1993    | Faerské ostrovy | 0 – 3             | Kvalifikace na MS 1994                                     | Toftir            |
| 8. září 1993       | Wales           | 2 – 2             | Kvalifikace na MS 1994                                     | Cardiff           |
| 27. října 1993     | Kypr            | 0 – 3             | Kvalifikace na MS 1994                                     | Košice            |
| 17. listopadu 1993 | Belgie          | 0 – 0             | Kvalifikace na MS 1994                                     | Brusel            |

- (*) Od ledna 1993 se Československo rozdělilo na Českou a Slovenskou republiku. Obě země pokračovaly v kvalifikaci společně a fotbalově se rozdělily až po skončení kvalifikace.